# True Blue (альбом Мадонны)
True Blue — третий студийный альбом американской певицы Мадонны, выпущенный 30 июня 1986 года. Мадонна работала со Стивеном Брейем и Патриком Леонардом, став соавтором и сопродюсером всех песен в альбоме. Как наиболее «девичий» альбом Мадонны, True Blue представляет квинтэссенцию тем о любви, работе, мечтах, а также разочаровании, и был вдохновлён её отношениями с мужем Шоном Пенном, которому Мадонна посвятила альбом. На внутреннем конверте пластинки написано: «Посвящается моему мужу, самому клёвому парню во Вселенной». В музыкальном плане песни в альбоме приняли другое направление, в отличие от её предыдущих работ, включив классическую музыку для того, чтобы завоевать более старшую аудиторию, которая скептически относилась к её музыке.
В записи альбома использовали различные инструменты, в том числе акустические гитары, барабаны, синтезаторы и кубинские музыкальные инструменты. Темы для песен варьируется от любви, свободы, а в песне «Papa Don’t Preach» поднимаются такие социальные проблемы, как подростковая беременность. После его выхода, True Blue получил множество положительных отзывов от критиков. Они похвалили альбом, описав его как архетип поп-альбомов конца 80-х и начала 90-х. Они также высоко оценили тот факт, что голос Мадонны звучал сильнее, чем это было на её предыдущих релизах, высоко оценив навыки Мадонны как певицы, композитора и артиста.
True Blue был встречен с невероятным успехом, достигнув первой строчки чартов в 28 странах по всему миру, включая Австралию, Канаду, Францию, Германию, Соединённое Королевство и Соединённые Штаты. Он провёл 34 недели подряд на вершине European Top 100 Albums, больше, чем любой другой альбом в истории. Он стал самым продаваемым альбомом в мире в 1986 году и остаётся одним из самых продаваемых альбомов всех времен с объёмом продаж более 25 миллионов копий по всему миру. Все пять синглов из альбома достигли верхней пятёрки на Billboard Hot 100, «Live to Tell», «Papa Don’t Preach» и «Open Your Heart» попали на первую строчку.
В поддержку альбома Мадонна отправилась в свой второй тур Who’s That Girl World Tour с которым посещала города Северной Америки, Европы и Азии в 1987 году. Синглы альбома и сопровождающие их клипы вызвали неоднозначную реакцию среди образовательных и социальных групп, в частности «Papa Don’t Preach», поднимающий тему подростковой беременности в её лирике и «Open Your Heart» в образе танцовщицы стриптиз-клуба в своём музыкальное видео. True Blue обозначают как альбом, который сделал Мадонну мировой суперзвездой, укрепив свою репутацию среди непревзойдённых музыкальных деятелей 1980-х годов. Альбом также упомянут в Книге рекордов Гиннесса.

## Предыстория

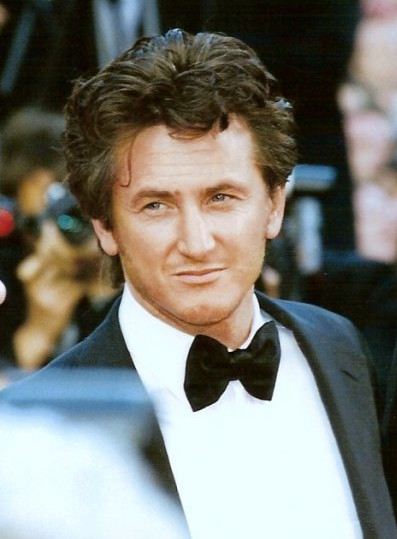
Альбом был вдохновлён и посвящён Шону Пенну, который был на тот момент женат на Мадонне

6 марта 1986 года, во время пресс-конференции по поводу выхода фильма Шанхайский сюрприз, Мадонна подтвердила, что она работает над новым альбом под названием Live to Tell, который будет впоследствии переименован в True Blue. Она снова сотрудничала со Стивеном Брейем, который работал над её предыдущим альбомом Like a Virgin, и начала работать с Патриком Леонардом в первый раз. Мадонна стала соавтором каждой песни в альбоме, хотя участие в написании некоторых песен, таких как «Papa Don’t Preach» и «Open Your Heart» было ограничено добавлением текстов. Она также являлась сопродюсером каждого трека. Альбом был записан в начале 1986 года, в течение первого года брака Мадонны с американским актёром Шоном Пенном. С этим альбомом Мадонна попыталась обратиться к более зрелой аудитории, которая ранее скептически относилась к её музыке и экспериментам с внешностью, приняв более «традиционный» вид, и включив классическую музыку в песни.
Каждая песня в True Blue была написана порознь. Первый трек альбома, «Papa Don’t Preach», был написан Брайаном Эллиотом, который описал его как «песню о любви, которая может быть воспринята немного по-другому». «Open Your Heart» изначально выброшена из альбома, но уже в 1986 году и в конечном итоге вошла в треклист, песня изначально предназначалась для Синди Лопер. Третья песня «White Heat» была посвящена актёру Джеймсу Кэгни и названа в честь фильма с одноимённым названием 1949 года. Две цитаты из саундтрека были включены в эту песню. Четвёртый трек «Live to Tell» был написан Патриком Леонардом для саундтрека к романтической драме Клин клином, но после того, как компания отказалась от него, Леонард отдал песню Мадонне. Она решила использовать его для фильма At Close Range, где снимался её тогдашний муж, актёр Шон Пенн. Мадонна сделала демозаписи, а когда режиссёр фильма Джеймс Фоли услышал, он попросил Леонарда написать музыку к фильму, как это было предложено Мадонне.
True Blue был первым альбомом, где Мадонна включила испанские темы, которые есть в песне «La Isla Bonita». Песня была написана ранее для альбома Майкла Джексона Bad, но он отказался. При работе с Леонардом над альбомом, Мадонна взяла эту песню, переписав некоторые слова, тем самым став её соавтором. Мадонна описала песню как трибьют «красоте и загадочности латиноамериканцев». Первоначально задуманный как первый сингл, «Love Makes the World Go Round» закрывает альбом и впервые исполняется на концерте Live Aid годом ранее в июле 1985 года. Песня напоминает антивоенное звучание музыки шестидесятых годов.

## Оформление

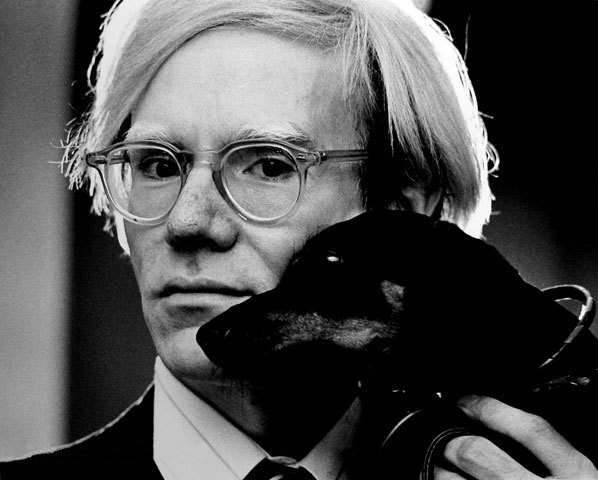
Художественная концепция поп-арта Энди Уорхола повлияла на создание обложки альбома

Обложка альбома, снятая фотографом Хербом Ритцом, является одним из самых узнаваемых снимков Мадонны. Обложка показывает портрет Мадонны в профиль с поднятой вверх головой. Основные цвета на обложке серый, белый и различные оттенки синего, подкрепившие название альбома. Мадонна представлена бледнолицей с алыми губами, изящно прогнув шею, напоминая этим изгиб лебедя. Перед Джери Хайден, которая работала на Warner Bros. в художественном отделе, была поставлена задача редактирования фотографий для обложки альбома.
По словам Люси О’Брайен, автора книги Madonna: Like an Icon, обложка альбома была на одном уровне с концепцией поп-арта Энди Уорхола. Она предположила, что изображение представляет собой смесь невинности, идеализма, в то же время включая стиль Technicolor 50-х годов и тонирование вручную, характерное для шелкографии печатного дизайна Уорхола, распространённого в 60-е года. О’Брайен считает, что работа ознаменовала приход новой Мадонны, но с опорой на связь с образом Мэрилин Монро. «С этой обложкой, Мадонна заняла позицию Уорхола и сама стала связью между поп-артом и торговлей. Конец 1980-х ознаменовал собой новую эру поп-арта в качестве торговой марки, и Мадонна стала первой использовать это».

## Структура
| Современные         | Современные     |
| Оценки критиков     | Оценки критиков |
| Источник            | Оценка          |
| ------------------- | --------------- |
| Billboard           | без оценки      |
| Cashbox             | без оценки      |
| Chicago Sun-Times   | [ 20 ]          |
| Los Angeles Times   | без оценки      |
| Music Week          | без оценки      |
| New Musical Express | без оценки      |
| Rolling Stone       | без оценки      |
| Smash Hits          | [ 25 ]          |
| Sounds              | без оценки      |
| Spin                | без оценки      |

Музыкально True Blue стал первым поворотным моментом в карьере Мадонны. Её предыдущие работы отличались пением в высокой тональности голоса. В этом альбоме Мадонна поёт на низких тонах для более попсового звучания. Песни в альбоме отражают это, а также ряд инструментов был использован в песнях, чтобы выявить различные настроения, которые подчеркнуты текстами. «Papa Don’t Preach» включает звучание акустических, электрических и ритм-гитар, клавишные и струнные аранжировки. В песне использованы семплы из Бетховенской сонаты Appassionata. Партия перкуссии была использована в «Open Your Heart». «Live to Tell» — инструментальная композиция с использованием клавишных и синтезатора. «Where’s the Party» является типичным танцевальным треком в стиле певицы с включением барабанных басов, синтезатора, ударных ритмов, перемешанных на протяжении всей композиции. Заглавный трек использует ритмы гитары, синтезатора, клавишных, барабанов и баса. Кубинские барабаны и испанская гитара, маракасы и гармоника используются в «La Isla Bonita». «Jimmy Jimmy» написана под влиянием звучания музыки шестидесятых. Лирика посвящена певцу Джеймсу Дину.

## Отзывы критиков
| Ретроспективные               | Ретроспективные |
| Оценки критиков               | Оценки критиков |
| Источник                      | Оценка          |
| ----------------------------- | --------------- |
| AllMusic                      | [ 32 ]          |
| BBC                           | без оценки      |
| Billboard                     | без оценки      |
| Blender                       | [ 35 ]          |
| Robert Christgau              | (B)             |
| Encyclopedia of Popular Music | [ 37 ]          |
| Entertainment Weekly          | (B)/(B+)        |
| The Great Rock Discography    | [ 40 ]          |
| MusicHound                    | [ 41 ]          |
| The New York Times            | без оценки      |
| The Rolling Stone Album Guide | [ 43 ]          |
| Slant Magazine                | [ 44 ]          |
| Spin Alternative Record Guide | 5/10            |

True Blue получил множество положительных отзывов от музыкальных критиков. Они хвалили то, что голос Мадонны звучал сильнее, чем это было на её предыдущих работах. Джон Парелес в обзоре для The New York Times, заявил, что на True Blue Мадонна подняла темы верности в песнях и похвалил её добавлением оттенка реальных моментов жизни, пытаясь «докоснуться до запретного». Стивен Холден в другом обзоре похвалил альбом и сказал, что «Мадонна на этой записи проводит ножом по сердцу». В обзоре Rolling Stone Дэвитт Сигерсон заявил, что Мадонна «поёт лучше, чем когда-либо». Песни альбома были названы «броскими», но Сигерсон также прокомментировал отсутствие выдающихся песен. Он заявил, что в конечном счёте, True Blue представляет собой крепкий, надёжный, привлекательный новый альбом", который «будет оставаться верным спустя время и подниматься над ним». Стивен Томас Эрлевайн, в обзоре AllMusic, объявил его «одним из величайших танцевальных поп-альбомов, который свидетельствует о истинных навыках Мадонны, как автора песен, исполнителя, провокатора, и конферансье в широком смысле этого слова».

## Коммерческий успех
В Соединённых Штатах, True Blue дебютировал под номером 28 на Billboard 200 и занял первое место в чарте 16 августа 1986 года. Он оставался на верхней позиции в течение пяти недель подряд и в общей сложности 82 недели. Альбом также достиг пика в числе 47 лучших Top R&B/Hip-Hop Albums. True Blue был сертифицирован семикратно платиновым Ассоциацией звукозаписывающей индустрии Америки (RIAA) по продажам более семи миллионов единиц, что ставит его на третье место в Соединённых Штатах, после Like a Virgin (1984) и The Immaculate Collection (1990). C приходом эпохи системы Nielsen SoundScan в 1991 году было продано ещё 404 000 экземпляров. В Канаде, альбом дебютировал под номером 73 на RPM Albums chart 5 июля 1986 года. Альбом поднялся вверх и быстро достиг первого места 9 августа 1986 года. Он оставался на вершине в течение девяти недель и присутствовал в чарте 77 недель. True Blue был сертифицирован как бриллиантовый канадской ассоциации звукозаписывающих компаний (CRIA) после объёма продаж в один миллион экземпляров.
True Blue достиг небывалого коммерческого успеха в европейских странах, где он возглавил European Top 100 Albums на 34 недель подряд — рекорд, который до сих пор не побит, в период от 19 июля 1986 по 7 марта 1987 года. В Соединённом Королевстве, True Blue вышел на пик UK Albums Chart 12 июля 1986 года, что сделало его первым альбомом американского артиста, дебютировавшего под номером один в истории английского чарта. он оставался на первой строчке в течение шести недель и в общей сложности 85 недель. True Blue был самым продаваемым альбомом 1986 года в Соединённом Королевстве. В Германии, альбом держался первым в течение восьми недель и был сертифицирован как двукратно платиновый.

## Список композиций
| №                   | Название                        | Автор(ы)                              | Продюсер(ы)             | Длительность |
| ------------------- | ------------------------------- | ------------------------------------- | ----------------------- | ------------ |
| 1.                  | «Papa Don’t Preach»             | Брайан Эллиот, Мадонна                | Мадонна, Стивен Брей    | 4:29         |
| 2.                  | «Open Your Heart»               | Мадонна, Гарднер Коул, Питер Рафелсон | Мадонна, Патрик Леонард | 4:13         |
| 3.                  | «White Heat»                    | Мадонна, Леонард                      | Мадонна, Леонард        | 4:40         |
| 4.                  | «Live to Tell»                  | Мадонна, Леонард                      | Мадонна, Леонард        | 5:51         |
| 5.                  | «Where’s the Party»             | Мадонна, Брей, Леонард                | Мадонна, Леонард, Брей  | 4:21         |
| 6.                  | «True Blue»                     | Мадонна, Брей                         | Мадонна, Брей           | 4:18         |
| 7.                  | «La Isla Bonita»                | Мадонна, Леонард, Брюс Гайтч          | Мадонна, Леонард        | 4:02         |
| 8.                  | «Jimmy Jimmy»                   | Мадонна, Брей                         | Мадонна, Брей           | 3:55         |
| 9.                  | «Love Makes the World Go Round» | Мадонна, Леонард                      | Мадонна, Леонард        | 4:31         |
| Общая длительность: | Общая длительность:             | Общая длительность:                   | Общая длительность:     | 40:18        |

| №                   | Название                          | Автор(ы)                | Продюсер(ы)                         | Длительность |
| ------------------- | --------------------------------- | ----------------------- | ----------------------------------- | ------------ |
| 10.                 | «True Blue» (The Color Mix)       | Мадонна, Брей           | Мадонна, Брей, Шеп Петтибон (remix) | 6:40         |
| 11.                 | «La Isla Bonita» (Extended Remix) | Мадонна, Леонард, Гайтч | Мадонна, Леонард, Крис Лорд-Элдж    | 5:27         |
| Общая длительность: | Общая длительность:               | Общая длительность:     | Общая длительность:                 | 52:25        |

## Участники записи
- Мадонна — вокал, бэк-вокал
- Дэвид Уилльямс[англ.] — гитары, бэк-вокал
- Брюс Гейтш — гитары
- Джон Патнэм — гитары
- Пол Джексон-младший[англ.] — гитары
- Данн Хафф — гитары
- Стивен Брей — клавишные, барабаны
- Патрик Леонард — клавишные, барабаны
- Фрэд Зарр[англ.] — клавишные
- Джонатан Моффетт[англ.] — барабаны, перкуссия, бэк-вокал
- Паулинью да Кошта[англ.] — перкуссия
- Билли Мейерс — струнные
- Дэйв Борофф — саксофон
- Сиеда Гарретт[англ.] — бэк-вокал
- Эди Леманн — бэк-вокал
- Китан Картер — бэк-вокал
- Джеки Джексон — бэк-вокал
- Ричард Маркс — бэк-вокал

## Чарты и сертификаты
| Чарт                      | Место |
| ------------------------- | ----- |
| Australian Albums Chart   | 1     |
| Austrian Albums Chart     | 2     |
| Canadian Albums Chart     | 1     |
| Danish Albums Chart       | 29    |
| Dutch Albums Chart        | 1     |
| European Top 100 Albums   | 1     |
| French Albums Chart       | 1     |
| German Albums Chart       | 1     |
| Italian Albums Chart      | 1     |
| Japanese Albums Chart     | 2     |
| New Zealand Albums Chart  | 1     |
| Norwegian Albums Chart    | 2     |
| Spanish Albums Chart      | 1     |
| Swedish Albums Chart      | 2     |
| Swiss Albums Chart        | 1     |
| UK Albums Chart           | 1     |
| US Billboard 200          | 1     |
| US Top R&B/Hip-Hop Albums | 47    |

| Чарт (1986)                        | Позиция |
| ---------------------------------- | ------- |
| США (Billboard Top Popular Albums) | 37      |

| Страна         | Сертификат    | Продано   |
| -------------- | ------------- | --------- |
| Аргентина      | 4× платиновый | 240 000   |
| Австралия      | 4× платиновый | 280 000   |
| Бразилия       | бриллиантовый | 1 000 000 |
| Канада         | бриллиантовый | 1 000 000 |
| Финляндия      | платиновый    | 51 000    |
| Франция        | бриллиантовый | 1 353 100 |
| Германия       | 2× платиновый | 1 000 000 |
| Гонконг        | платиновый    | 80 000    |
| Мексика        | 2× платиновый | 500 000   |
| Нидерланды     | 7× платиновый | 700 000   |
| Новая Зеландия | 5× платиновый | 75 000    |
| Испания        | 3× платиновый | 300 000   |
| Италия         |               | 1 500 000 |
| Великобритания | 7× платиновый | 2 100 000 |
| США            | 7× платиновый | 7 000 000 |

### Синглы
| Год                                                                           | Сингл               | Места в чартах | Места в чартах | Места в чартах | Места в чартах | Места в чартах | Места в чартах | Места в чартах | Места в чартах | Места в чартах | Места в чартах | Сертификат                     |
| Год                                                                           | Сингл               | US             | US Club        | AUS            | AUT            | CAN            | FRA            | GER            | ITA            | SWI            | UK             | Сертификат                     |
| ----------------------------------------------------------------------------- | ------------------- | -------------- | -------------- | -------------- | -------------- | -------------- | -------------- | -------------- | -------------- | -------------- | -------------- | ------------------------------ |
| 1986                                                                          | «Live to Tell»      | 1              | —              | 7              | —              | 1              | 6              | 12             | 1              | 4              | 2              | - UK: серебряный               |
| 1986                                                                          | «Papa Don’t Preach» | 1              | 3              | 1              | 4              | 1              | 3              | 2              | 1              | 2              | 1              | - US: золотой - UK: золотой    |
| 1986                                                                          | «True Blue»         | 3              | 6              | 5              | 9              | 1              | 6              | 6              | 4              | 6              | 1              | - US: золотой - UK: серебряный |
| 1986                                                                          | «Open Your Heart»   | 1              | 1              | 16             | 18             | 8              | 24             | 17             | 6              | 11             | 4              | - UK: серебряный               |
| 1987                                                                          | «La Isla Bonita»    | 4              | —              | 6              | 1              | 1              | 1              | 1              | 18             | 1              | 1              | - UK: серебряный               |
| «—» означает, что сингл не участвовал в чарте или не выпущен в данной стране. |                     |                |                |                |                |                |                |                |                |                |                |                                |